# Montura Canon FD
La montura Canon FD es un tipo de montura de objetivo desarrollada por Canon para sus cámaras fotográficas reflex analógicas. Este tipo de montura, que carece de contactos electrónicos entre cámara y objetivo, fue sustituida en 1987 por la montura EF, en la cual la comunicación entre la cámara y objetivo se realiza de forma electrónica.
En los últimos años, estos objetivos han ganado popularidad gracias a la posibilidad de usarlos en cámaras sin espejo de objetivos intercambiables mediante el uso de adaptadores específicos. La oportunidad de adquirir objetivos de buena calidad óptica a precios relativamente bajos resulta interesante para aquellas aplicaciones en las que la falta de enfoque automático no sea un problema.

## Historia

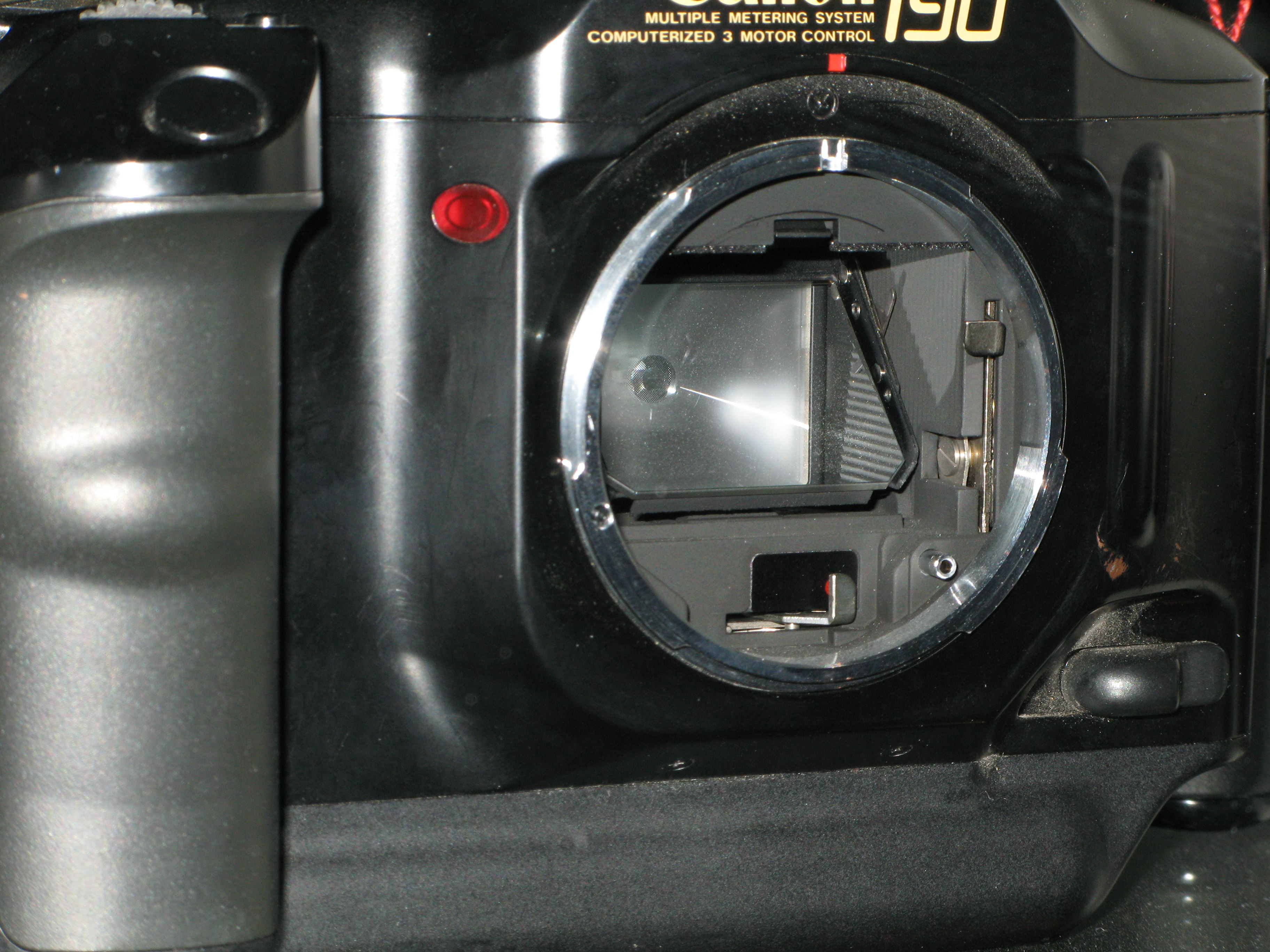
Montura FD de la Canon T90

Estos objetivos aparecieron en 1971, durante la salida de la Canon F-1,.
En la primera versión de esta montura, una anilla rotativa de color aluminio, ubicada en la base del objetivo, fijaba el objetivo a la cámara al girar dicha anilla. Este sistema ha sido preferido a la bayoneta para evitar las fricciones entre el cámara y la montura del objetivo, además de los riesgos de abrasión que pueden modificar la distancia entre el objetivo y la película. Una segunda versión de la montura FD, conocida como «New FD», fue introducida en 1976. Su funcionamiento es más cercano al de la montura tipo bayoneta, manteniendo fijas las superficies que se quería proteger del desgaste.
A diferencia de otros objetivos fabricados por Canon (como los objetivos con montura FL o R), en los objetivos FD la medición de la luz se hace con el diafragma abierto al máximo . Además, el enfoque se realiza de forma manual salvo para los tres objetivos AC, destinados a la Canon T80.
La última cámara en utilizar este sistema de montura fue la Canon T60, lanzada en 1990. Hasta 1992 se siguieron fabricando objetivos compatibles.

## Cámaras compatibles con las monturas FD
Actualmente existen anillos adaptadores que permiten acoplar los objetivos Canon FD sobre cámaras sin espejo Sony con montura Sony E, como las de la serie NEX (NEX-3, NEX-5, NEX-6, ...) o Alpha 3000, 5000, 5100, 6000, A7, A7ii y A7iii. Estos anillos adaptadores existen también para las cámaras Fujifilm de la serie X, como las X-Pro1, X-1 y X-2 pero también las XT-1 y XT-10. La utilización de estos anillos hacen perder todo automatismo. Las cámaras Fujifilm pueden ser utilizadas con este tipo de objetivo en modo de prioridad de apertura o manual. Obviamente, el enfoque debe realizarse de forma manual, aunque estas cámaras disponen de ayudas al enfoque.

## Galería

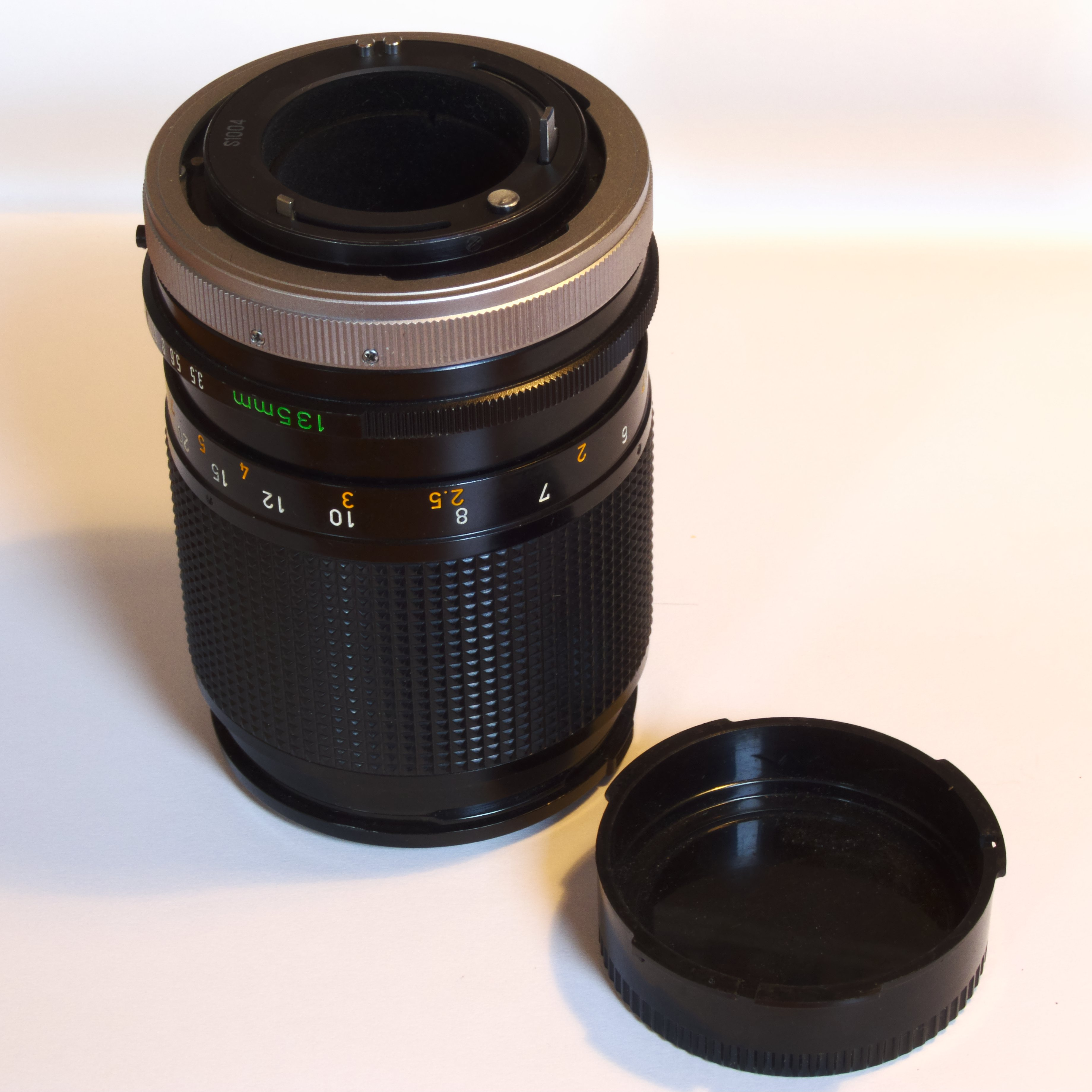
Montura «FD old» de un Canon FD 135 F/3.5.
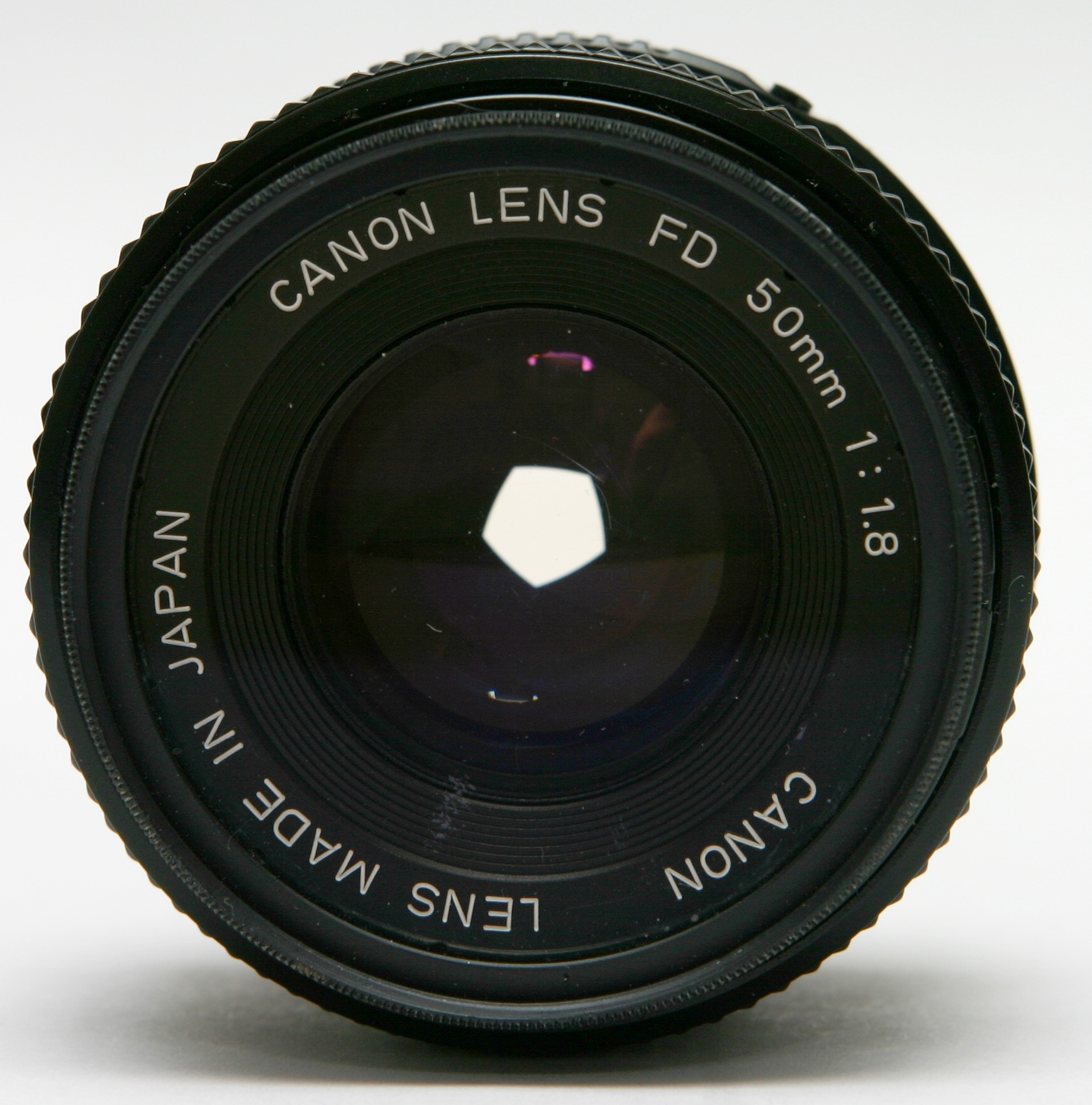
Objetivo Canon FD 50 mm f/1.8.
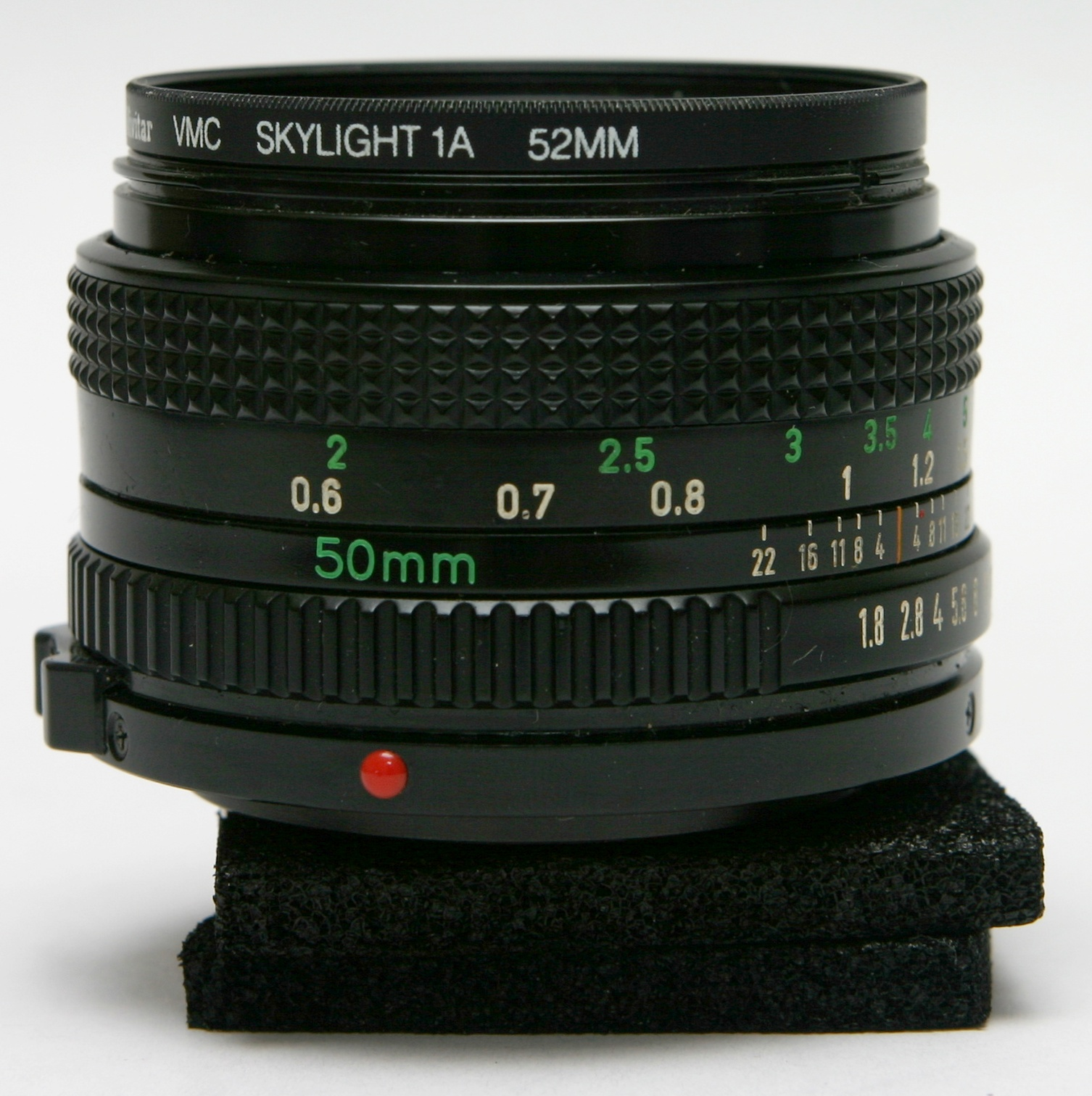
Objetivo Canon FD 50 mm f/1.8 visto de lado.
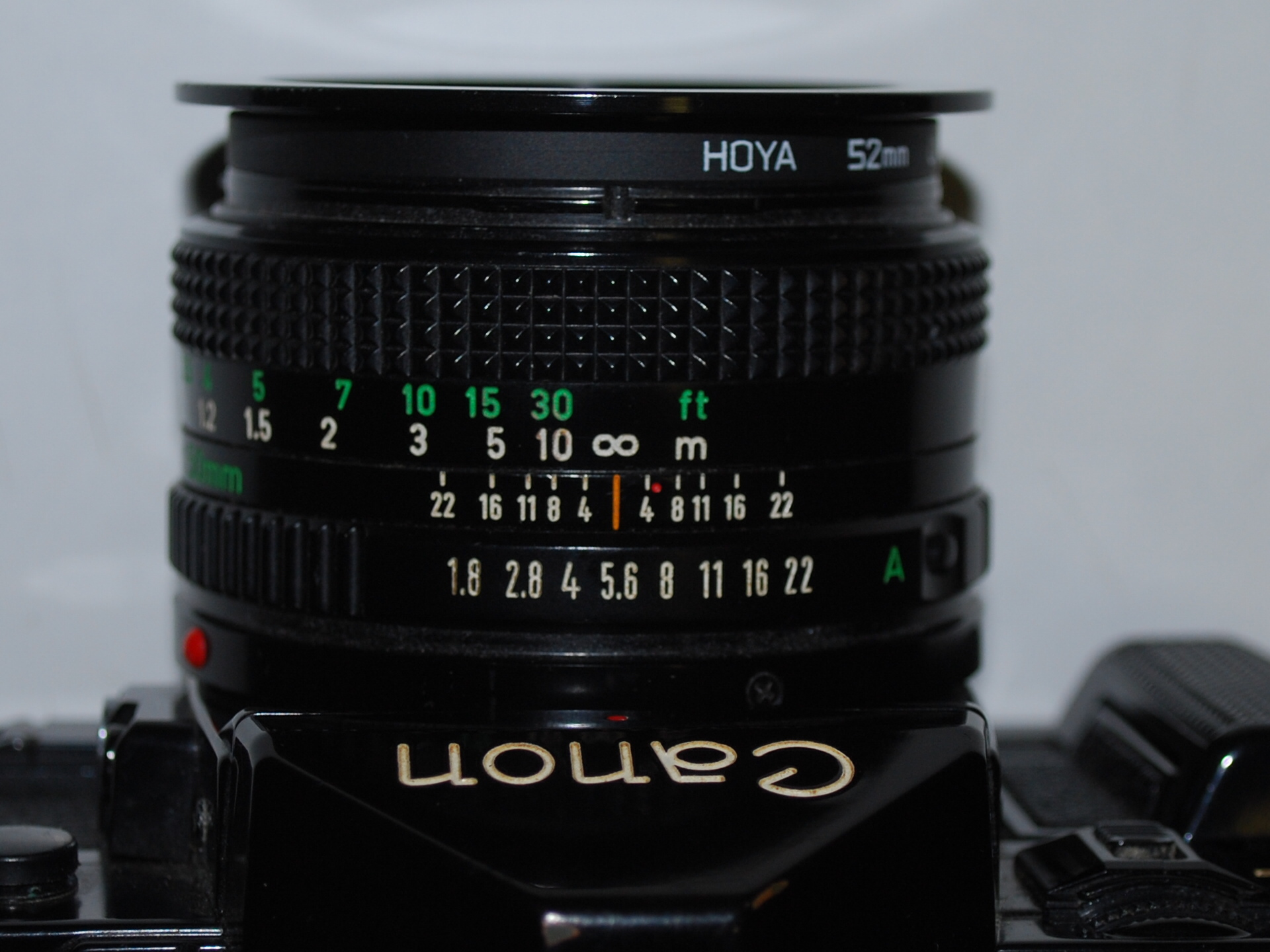
En modo manual, se escoge el valor de abertura a través del anillo de diafragmas.
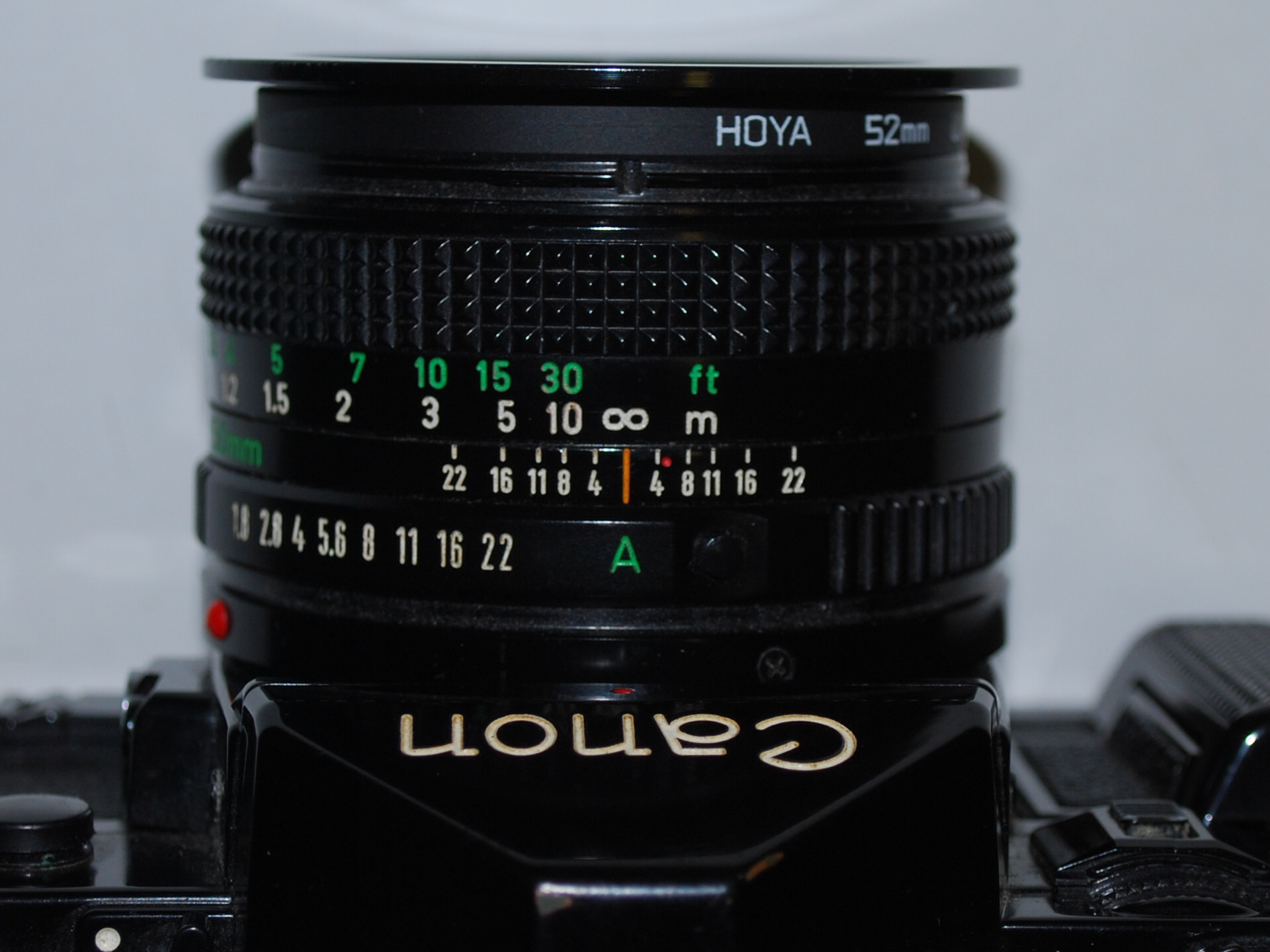
Para los demás modos, el aro de diafragma del objetivo debe estar sobre A.